# Дзюдан
Дзюдан (Юдан, буквально — «10-й дан») (十段) — один из титулов го в Японии. Входит в семёрку высших титулов («большой шлем» японского го). В сёги также существовал одноимённый титул, но в 1988 году он был переименован в Рюо. Далее в настоящей статье речь идёт только о го-титуле.

## Условия
- Спонсор: газета «Санкэй Симбун»
- Призовой фонд: 14,5 миллиона йен (порядка 126 000 долларов США, в разные годы суммы могут различаться)
- Первый приз: порядка 75 000 долларов США (в разные годы суммы могут различаться)
- Формат: претендентский турнир до двух поражений, финал — победитель группы выигравших против победителя группы проигравших, претендент играет матч из пяти партий до трёх побед с обладателем.

## История и порядок розыгрыша
Титул был учреждён газетой «Санкэй Симбун» в 1962 году. Порядок розыгрыша подобен другим высшим титулам в Японии — предварительный турнир определяет претендента, который играет матч с обладателем титула. Характерным отличием претендентского турнира Дзюдан является то, что он проводится не по олимпийской системе (когда проигравший в очередном туре выбывает из турнира), обычной для японских турниров, а по системе «до двух поражений»: игрок, проигравший одну партию, переходит во вторую группу («группу проигравших»), которые играют между собой, и выбывает из неё в случае второго поражения. В первой группе («группе выигравших») остаются те, кто не проиграл ни одной партии. В финале турнира победитель первой группы играет с победителем второй группы. Выигравший становится претендентом на титул. (Идея определять претендента в партии победителя группы выигравших с победителем группы проигравших принадлежит Фудзисаве Хосаю) Претендент и обладатель титула играют матч из пяти партий, до трёх выигранных, с контролем времени 6 часов.

## Титул и продвижение в ранге
По правилам Нихон Киин, игроки, успешно принявшие участие в розыгрыше титула Дзюдан, могут быть представлены к повышению ранга. Игрок, выигравший претендентский турнир, представляется к 7 дану, выигравший титул — к 8 дану, успешно защитивший выигранный титул на следующий год — к 9 дану.

## Обладатели титула
| Игрок           | Годы владения титулом        |
| --------------- | ---------------------------- |
| Хасимото Утаро  | 1962, 1971                   |
| Ханда Догэн     | 1963                         |
| Фудзисава Хосай | 1964                         |
| Такагава Каку   | 1965                         |
| Саката Эйо      | 1966—1968, 1972, 1973        |
| Отакэ Хидэо     | 1969, 1980, 1981, 1993, 1994 |
| Сёдзи Хасимото  | 1974                         |
| Рин Кайхо       | 1975                         |
| Като Масао      | 1976—1979, 1983, 1987, 1997  |
| Тё Тикун        | 1982, 1988, 1989, 2005—2007  |
| Кобаяси Коити   | 1984—1986, 1999, 2000        |
| Такэмия Масаки  | 1990—1992                    |
| Ёда Норимото    | 1995, 1996                   |
| Хикосака Наото  | 1998                         |
| О Риссэй        | 2001—2004                    |
| Такао Синдзи    | 2008                         |
| Тё У            | 2009, 2010                   |
| Юта Ияма        | 2011, 2012, 2016, 2017       |
| Сатоси Юки      | 2013                         |
| Синдзи Такао    | 2014                         |
| Ацуси Ида       | 2015                         |

## Почётный Дзюдан
Игрок, который пять лет подряд останется обладателем титула Дзюдан, получит пожизненный титул «Почётный Дзюдан». На настоящий момент ни один игрок ещё не смог достичь этого звания.